# Chwytacz osadów Van Veen

Zamknięty Chwytacz osadów Van Veen

Chwytacz osadów Van Veen – przyrząd do pobierania próbek powierzchniowych osadów dennych, używany w badaniach oceanograficznych. Umożliwia dokonanie późniejszych analiz właściwości fizyczno-chemicznych osadu. Jest to próbnik szczękowy z automatycznym zamknięciem zapadkowym, uruchamianym w chwili dotknięcia dna. W zależności od twardości dna, umożliwia pobieranie próbek osadów o miąższości od kilku do kilkudziesięciu cm i niemal nienaruszonej stratyfikacji i nienaruszonej powierzchni próbki. Operowanie próbnikiem, ze względu na jego masę wynoszącą 20 do 40 kg i masę próby o objętości ok. 15 litrów, odbywa się zazwyczaj z jednostki pływającej wyposażonej w wysięgnik z windą.